# Hans Dibi
Beyogode Hans Dibi (23 juni 1988) is een Franse voetballer. Hij is 1.92 meter lang en speelt voor Standard Luik.

## Carrière
Dibi maakte zijn debuut bij Paris FC in de Franse derde klasse. Die club leende hem tijdens het seizoen 2008/09 uit aan Saint-Quentin. Na een jaar trok hij naar België. Hij belandde bij tweedeklasser Club Luik, waar hij tijdens het seizoen 2009/10 regelmatig aan spelen toekwam. In de zomer van 2010 tekende Dibi een contract bij stadsgenoot Standard Luik.

## Spelerscarrière
| seizoen   | club                      | land      | competitie           | wed. | goals |
| --------- | ------------------------- | --------- | -------------------- | ---- | ----- |
| 2007/2008 | Paris FC                  | Frankrijk | Championnat National | -    | -     |
| 2008/2009 | → Olympique Saint-Quentin | Frankrijk | Championnat National | -    | -     |
| 2009/2010 | Club Luik                 | België    | Exqi League          | 24   | 0     |
| 2010/2011 | Standard Luik             | België    | Jupiler Pro League   | 1    | 0     |
| 2010/2011 | → UD Melilla              | Spanje    | Segunda División B   | 0    | 0     |
| 2012-     | Getafe CF                 | Spanje    | Liga BBVA            | ?    | ?     |
|           |                           |           | Totaal               | 25   | 0     |